# Malla (Hiszpania)
Malla – gmina w Hiszpanii, w prowincji Barcelona, w Katalonii, o powierzchni 11,01 km². W 2011 roku gmina liczyła 269 mieszkańców.